# Claretianum
O Claretianum, oficialmente o Instituto Claretiano de Teologia da Vida Consagrada (em italiano:  L’Istituto di Teologia della Vita Consacrata Claretianum; em latim: Institutum Theologiae Vitae Consecratae Claretianum), é um instituto educacional da Igreja Católica Romana em Roma fundado pelos Claretianos. Faz parte da Pontifícia Universidade Lateranense como instituto especializado em teologia da vida consagrada.
O instituto começou a funcionar em 1959 como Claritianum de Roma e foi afiliado à Universidade Lateranense em 1963. Foi formalmente estabelecido em 1971 pela Congregação para a Educação Católica.
O Instituto oferece cursos para o estudo das escrituras, teologia, espiritualidade, carismas eclesiais, história, direito e psicologia.